# Bernarda de Lacerda
Bernarda Ferreira de Lacerda (1596-1644) va ser una educadora, escriptora i dramaturga portuguesa, que escrigué en portuguès i, sobretot, en castellà. Va néixer a Porto el 1595 i va morir el 1644, i va ser lloada tant per Manuel de Gallegos com per Lope de Vega.
Vieira Mendes la descriu com a filla del president de Portugal, Inácio Ferreira Leitão. Va publicar la primera part de l' Hespaña libertada, poema èpic en castellà dedicat a Felip III de Castella, el 1618, i Soledades de Buçaco, també en castellà, a Lisboa en 1634. La segona part de l' Hespaña libertada va ser publicada el 1673 per la seva filla Maria Clara de Meneses. També es recorda per haver participat en dues justes poètiques: Montalban 1636, folis 42, 46 i 137, i Grande de Tena, foli 134.